# Палеоазиатские народы
Палеоазиатские народы (также палеоазиаты, древнеазиатские народы) — ныне устаревший этнографический термин, введённый в обращение (в качестве гипотезы) русским этнографом Л. И. Шренком в середине XIX века, для обозначения ряда малочисленных северных народов (чукчи, коряки, айны и др.), населяющих Северную и Северо-восточную Сибирь, а также Курильские и Японские острова.

## Проблема палеоазиатских народов
Основанием для такого группирования явилось отсутствие очевидных генетических связей их языков с большими языковыми семьями Северной Азии. Приставка палео- отражает общий для этих народов архаичный тип культуры (см. палеолит и неолит). Последующие исследования (лингвистические, этнографические и археологические) показали, что все народы, первоначально причисленные к «палеоазиатским», не могут рассматриваться как единая этническая группа, хотя и являются прямыми наследниками древнейших обитателей северо-азиатского региона. Лишь для ительменов, коряков и чукчей установлена общность происхождения, на основании соответствий в языке и культуре, и для этой группы применяется более ограниченный термин северо-восточные палеоазиаты.

## Список народов
Следующие малые народы включались в данную гипотетическую группу: чукотско-камчатские народы (чукчи, коряки, ительмены, кереки, алюторцы), эскимосско-алеутские народы (эскимосы, алеуты), енисейские народы (кеты, юги, котты, аринцы, пумпокольцы, ассаны), юкагиры (собственно юкагиры, чуванцы, омоки), нивхи и айны.